# Myrza
Myrza (kaz. Мырза; ros. Мырза) – stacja kolejowa w miejscowości Aktau, w rejonie Bukar Żyrau, w obwodzie karagandyjskim, w Kazachstanie. Położona jest na linii Astana – Szu, na trasie Nowego Jedwabnego Szlaku.